# 同志社高等商業学校
同志社高等商業学校（どうししゃこうとうしょうぎょうがっこう）は、1922年（大正10年）4月、京都市上京区に設立された私立の旧制専門学校（高等商業学校）である。略称は「同志社高商」。なお、この記事では改称後の「同志社経済専門学校」に関しても扱う。

高商部野球部（1928年）

## 概要
- 同志社専門学校（旧制同志社大学に附設された専門学校で大学専門部に相当）の「高等商業部」として開校した。
- 第一次世界大戦後の経済発展による高等商業教育の需要の高まりから多くの入学者を集め、一時高商部の生徒数は同志社専門学校生徒中の大部分を占めていた。その後校地を岩倉に移転して本校から分離、また同志社高等商業学校として完全に独立した。

- 校風はバンカラ色が強く、同志社本部や大学に対しても盾突く姿勢が目立った[1][2]。
- 高商部時代より全国から多くのスポーツ学生が入学し、戦前における関西の学生スポーツ界の一大拠点として知られるようになった（その活動は現在の同志社大学体育部に継承されている）。
- 第二次世界大戦中の1944年に同志社経済専門学校（同志社経専）と改称、戦後の学制改革時には「同志社商科大学」として単独昇格を目指して同志社本部と対立し、そのことが文部省から学内不一致と見られて新制同志社大学商学部への移行は1年遅れた[3]。
- 戦後の1948年同志社によって設立、1976年廃止された定時制の新制高校・同志社商業高等学校は、校名が類似しているが別学校である。

## 沿革
- 1922年（大正11年）
  - 4月：同志社専門学校高等商業部として設立・開校（当初は夜間授業）[4]。同志社専門学校は専門学校令による旧「同志社大学」（1912年認可）が、大学令による旧制の同志社大学設立（1920年）にともない専門学校として改編されたもの。
  - 12月：昼間授業を希望する学生が大半を占めたため、徳照館（高商部校舎）建設に着手（翌年3月竣工）。

- 1923年（大正12年）2月：入学希望者増加のため定員を450名から800名に増加[5]。
- 1925年（大正14年）：第1回卒業式を挙行、樹徳会結成。
- 1928年（昭和3年）：第5回全国高等専門学校野球大会で優勝。
- 1929年（昭和4年）3月：高等商業部の岩倉新校舎竣工（翌月移転）[6]。
- 1930年（昭和5年）12月：高等商業部から同志社高等商業学校への独立に対し認可[7]。高商独立の背景には「同志社のキリスト教育と高商は合わないのでは」とする理事会の意向が働いていたとされる[要出典]。しかし時代の変化により商業教育の必要性も感じ、下記の通り、再び同志社に統合される。

- 1931年（昭和6年）4月：同志社高等商業学校の開校（大工原銀太郎総長が高商校長を兼任）。
- 1932年（昭和7年）3月：鷲尾健治が同志社高等商業学校の専任校長となる[8]。
- 1934年（昭和9年）9月：室戸台風のためキング寮（寄宿舎）、醇化館（武道場）などが大破。
- 1935年（昭和10年）
  - 6月：神棚事件起こる[9][10]。
  - 全国実業専門学校野球大会で優勝。
- 1936年（昭和11年）：全国実業専門学校野球大会で連続優勝。
- 1937年（昭和12年）7月：全国高専柔道大会で優勝[11]。
- 1944年（昭和19年）4月：学校名を同志社経済専門学校と改称。
- 1945年（昭和20年）：岩倉校地を三菱発動機研究所と同発動機製作所に提供して今出川に移転（終戦後岩倉に戻る）[12]。
- 1949年（昭和24年）4月：新制「同志社大学商学部」が設置、同志社経済専門学校は同志社大学商学部に吸収され、今出川に移転（新制同志社高校と用地交換）[13]。
- 1952年（昭和27年）3月：同志社経済専門学校の廃止。

## 象徴
徽章
1934年4月10日制定。銀色のクローバーの中央に「高商」（のち経専）の金文字を加えたデザイン。同志社内の校長会では積極的な支持を得られなかったといわれているが、生徒からの評判はよかったという。
校歌
1934年4月21日制定。三輪源造作詞、吉田恒三作曲。

## 歴代校長
- 大工原銀太郎（1931年5月 - 1932年3月）[15]
- 鷲尾健治（1932年3月 - 1937年8月）[16][17]
- 中川精吉（1937年 - 1938年、事務取扱）[18]
- 野手耐（1938年12月 - 1941年8月）[19]
- 牧野虎次（1941年 - 1942年、事務取扱）[20]
- 島本英夫（1942年6月 - 初代商学部長）[21][22]

## 著名な出身者
- 佐藤保 - 愛知県豊田市長。
- 桝嘉一 - プロ野球選手。
- 宮崎剛 - プロ野球選手。
- 櫟信平 - プロ野球選手。同志社大学に進学。
- 上林猷夫 - 詩人。
- 朴忠勲 - 大韓民国の政治家。

## 校地の変遷と継承
同志社専門学校高等商業部（高商部）として設立された当時の校地は、上京区今出川の同志社大学（同志社専門学校）校地内に所在していた。その後、定員増加にもかかわらず施設整備が遅れたため、教員・生徒による募金運動が起こり、新たに京都府愛宕郡岩倉村（現在の左京区岩倉）に64,000坪におよぶ広大な用地（うち半分を校地に充当）を購入取得、1929年4月新校地に移転し、ようやく高商専用の校舎・施設を得ることができた。

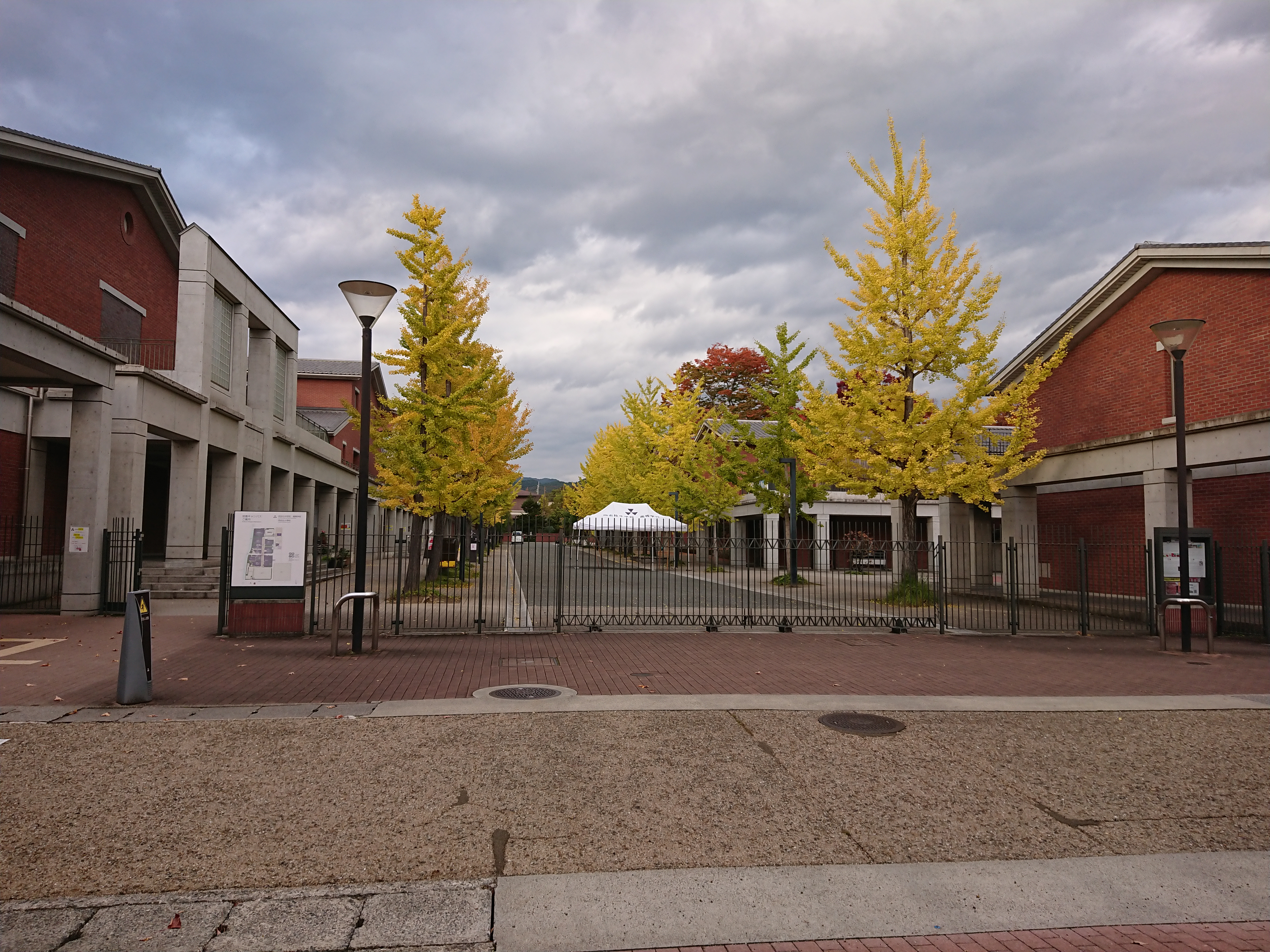
同志社岩倉校地（2020年）

戦後の学制改革に際し、1947年、当時の同志社総長・湯浅八郎は、高商を新制の同志社大学商学部に改編して今出川に移し、岩倉の旧高商校地には「前期大学」（教養課程に相当）と新制同志社高等学校（かつての旧制同志社中学）などの校地に当てる構想を示したが、「前期大学」への移行が想定された予科生の反対により大学の一部移転については実現せず、1949年新制同志社高校のみが岩倉に移転した。結局、高校校地以外の岩倉校地は、大学の運動施設用地として使用されることとなった。
現在の岩倉校地は大学校地としては廃止されており、既存の同志社高校、中学校、小学校の校地となっている。
なお1977年9月、同志社大学商学部樹徳会により校地の一隅に「同志社高商之跡」碑が建立されており、高商の新校地獲得運動が岩倉校地の発祥につながったことを顕彰している。

## 校史トピックス

### 洛北青年同盟
1930年（昭和5年）6月6日、同志社高商部生徒の中川裕・鈴木茂らによって結成された右翼団体。当初は赤尾敏の建国会京都支部と提携していたが、やがて大日本生産党や大日本青年同盟、京都愛国学生連盟などにも加盟した。中川らの卒業後は東京に進出して行地社内に本部を置き、血盟団事件や五・一五事件被告らの減刑運動を行ったほか、湯浅八郎同志社総長排斥運動をも繰り広げ、同志社のキリスト教主義教育を脅かす存在となった。

### 神棚事件
1935年（昭和10年）6月に同志社高等商業学校で起きた事件。

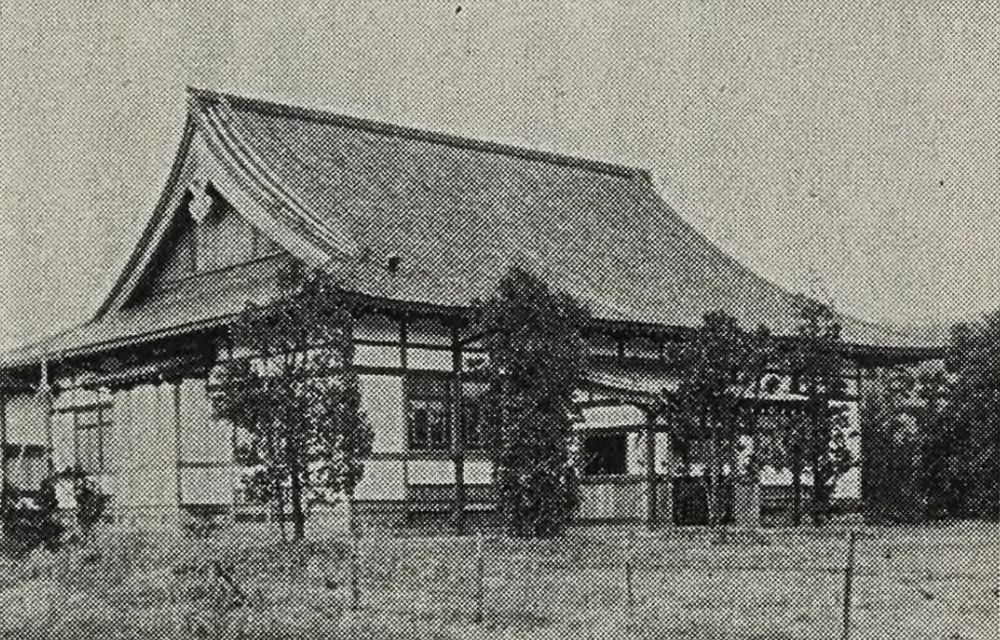
神棚事件の舞台となった醇化館

前年秋の室戸台風によって被害を受けた高商武道場「醇化館」の復旧後、剣道部員たちが校祖新島襄の肖像写真に替えて小さな神棚を設置したことに対し、高商当局はキリスト教主義学校に異神を祀ってはならぬとしてこれを撤去させた。しかし、配属将校の三浦国雄中佐は神棚の撤去に強く反対し、配属将校の引き揚げもやむなしと迫り、京都第16師団が介入する事態となった。
この事件はキリスト教主義と軍国主義の対立の様相を呈した。6月21日に開催された同志社教育部会は当初の方針通り新島像を掲げることで諒解を求めるとしたが、陸軍側は参謀中薗盛孝が上京して陸軍省に事の経緯を報告し、配属将校引き揚げを決めた。
当時の私立学校にとって配属将校の引き揚げは就学中の徴兵猶予、卒業後の入営期間短縮、幹部候補生資格の喪失を意味し、学校経営面から見ても死活問題であった。結局、同師団との2度にわたる折衝の末、再び神棚を設置することで合意した。
その後も同志社では国体明徴論文掲載拒否事件、勅語誤読事件、チャペル籠城事件、新村猛・真下信一両教授の治安維持法違反事件などが立て続けに起こった。時の総長湯浅八郎は引責辞任へと追いやられ、後任者の牧野虎次は軍部との妥協を図りながら弾圧の嵐を乗り切る道を選ばざるを得なくなった。